# Фолькспаркштадіон
«Фолькспаркштадіон» (нім. Volksparkstadion) — стадіон в місті Гамбурзі, домашня арена «Гамбурга», місткість 57000 глядачів на матчах Бундесліги (дозволені стоячі місця), 51500 на міжнародних матчах. Був побудований 30 квітня 1998 року, за проєктом архітектора Густава Оелснера. До 2001 року мав назву «Фолькспаркштадіон». З 30 червня 2001 до липня 2007 стадіон офіційно називався AOL Arena. На стадіоні проводилися матчі Чемпіонату світу з футболу в Німеччині.
На початку 2004 року Європейський союз футбольних асоціацій прийняв цей стадіон в ексклюзивний клуб «п'ятизіркових стадіонів».
Американський попспівак Майкл Джексон давав тут концерти двічі: перший відбувся під час Bad World Tour (1 липня 1988), другий під час Dangerous World Tour (10 серпня 1992).

## Цвинтар для вболівальників
У вересні 2007 року Крістіан Райхерт — генеральний директор «Гамбурга» — оголосив про початок будівництва кладовища для вболівальників клубу, яке буде розташовуватися неподалік від стадіону. Воно мало бути розраховано на 500 місць, а вхід на його територію оформлено у вигляді футбольних воріт. Відкриття цвинтаря відбулося 9 вересня 2008.